# ヤロブアム2世
ヤロブアム2世は、北イスラエル王国の第13代の王で、イエフ(エフー）王朝の第4代目の王である。北イスラエル王国の全盛期を築いた。名前の意味は「民は増す」である。聖書中には、ヤロブアム2世という表現はなく、単にヤロブアム、またはヨアシュの子ヤロブアムと記されている。聖書の中では、列王記下14章23節以下、ホセア書1章1節、アモツ書7章10節等にて言及がある。

## 治世
治世は41年間でこれは北イスラエル王の中では最長になる。最初は父ヨアシュとの共同統治でイスラエル王国を興隆させ、経済的には繁栄の絶頂であった。
アラムとの戦いに勝って領土を回復し、アラムの首都ダマスコとその北ハマテからアラバの海までイスラエルの領土を回復した。それは、ソロモン時代の領土に匹敵する。
しかし、ヤロブアム2世はヤロブアム1世の偶像礼拝の伝統をやめなかった。預言者ホセアとアモスはこの時代に現れて、ヤロブアムの道徳の腐敗を非難し、神の審判を預言した。
即位年や在位年数から逆算すると紀元前753年頃に死去。

## 死後
ヤロブアムの子のゼカリヤが即位した。しかし、わずか6ヶ月でシャルムに暗殺され、イエフ（エフー）王朝はイエフから5代で断絶した。